# Bathyaulax rhodesiana
Bathyaulax rhodesiana är en stekelart som först beskrevs av Grosvenor.  Bathyaulax rhodesiana ingår i släktet Bathyaulax och familjen bracksteklar. Inga underarter finns listade.